# Čestný titul Zasloužilý
Čestný titul Zasloužilý (bulharsky: Почетно Звание „Заслужил“) byl čestný titul Bulharské lidové republiky založený roku 1948 a udílený občanům Bulharska. Byl čtvrtým nejvyšším čestným titulem v hierarchii vyznamenání Bulharské lidové republiky.

## Historie a pravidla udílení
Čestný titul byl založen výnosem Národního shromáždění č. 960 ze dne 15. června 1948. Udílen byl za budování a rozvoj národního hospodářství a udílen byl také předním odborníkům, jakými byli lékaři, historici, umělci či vědci, za jejich pracovní nasazení, úspěchy a mimořádné plnění úkolů. Medaile byla předávána v krabičce a s dekretem. S udělením titulu byla spojena také finanční odměna. Status řádu byl upraven vyhláškou Státní rady č. 1094 z roku 1974 a následně vyhláškou z roku 1975. Do roku 1971 jej udílelo prezidium Národního shromáždění a po roce 1971 Národní rada Bulharské lidové republiky. Mohli jím být oceněni pouze občané Bulharska. Hercům byl titul předáván dne 24. května, ostatním profesím buď v den, na který připadal den příslušné profese, nebo 1. května.
Ještě před pádem komunistického režimu byl titul vyhláškou č. 3520 ze dne 30. prosince 1987 zrušen. Do té doby byl udělen ve 4 753 případech.

## Kategorie
Celkem byl čestný titul udílen ve 49 kategoriích:
- Zasloužilý herec (855 oceněných), Zasloužilý učitel (768 oceněných), Zasloužilý pracovník v kultuře (619 oceněných), Zasloužilý vědec (380 oceněných), Zasloužilý doktor (350 oceněných), Zasloužilý horník (260 oceněných), Zasloužilý umělec (224 oceněných), Zasloužilý technik (196 oceněných), Zasloužilý zemědělský dělník (117 oceněných), Zasloužilý architekt (98 oceněných), Zasloužilý stavitel (75 oceněných), Zasloužilý pracovník v dopravě (54 oceněných), Zasloužilý strojní inženýr (49 oceněných), Zasloužilý lesník (48 oceněných), Zasloužilý pracovník v obchodu (44 oceněných), Zasloužilý právník (44 oceněných), Zasloužilý energetik (42 oceněných), Zasloužilý letec (40 oceněných, 28 pilotů vojenského letectva, 10 civilních pilotů a 2 kosmonauti), Zasloužilý pracovník družstva (35 oceněných), Zasloužilý pracovník v potravinářství (31 oceněných), Zasloužilý dělník v lehkém průmyslu (31 oceněných), Zasloužilý pedagog (30 oceněných), Zasloužilý chemik (30 oceněných), Zasloužilá zdravotní sestra (28 oceněných), Zasloužilý pracovník v umění (28 oceněných), Zasloužilý umělec lidového umění (2 ocenění), Zasloužilý pracovník zpravodajství (26 oceněných), Zasloužilý metalurg (26 oceněných), Zasloužilý ekonom (25 oceněných), Zasloužilý lékárník (20 oceněných), Zasloužilý mistr umění (18 oceněných), Zasloužilá porodní asistentka (17 oceněných), Zasloužilý pracovník životního prostředí (14 oceněných). Zasloužilý zubař (12 oceněných), Zasloužilý pracovník logistiky (11 oceněných), Zasloužilý dělník v dřevovýrobě (11 oceněných), Zasloužilý pracovník v tiskařství (11 oceněných), Zasloužilý geolog (10 oceněných), Zasloužilý pracovník ve zdravotnictví (8 oceněných), Zasloužilý umělecký fotograf (8 oceněných) ad.

## Insignie
Medaile měla pravidelný kulatý tvar o průměru 26 mm. Na přední straně byly po obvodu dvě vavřínové ratolesti mezi nimiž byl ve spodní části nápis v cyrilici Заслужил. Uprostřed byl reliéf s vyobrazením planoucí pochodně na šedém pozadí. Medaile byla vyrobena z bílého kovu. Zadní strana byla hladká bez smaltu. Medaile byla nošena na kovové destičce (kolodce) s barevně smaltovanou bulharskou vlajkou.